# 흑수하천

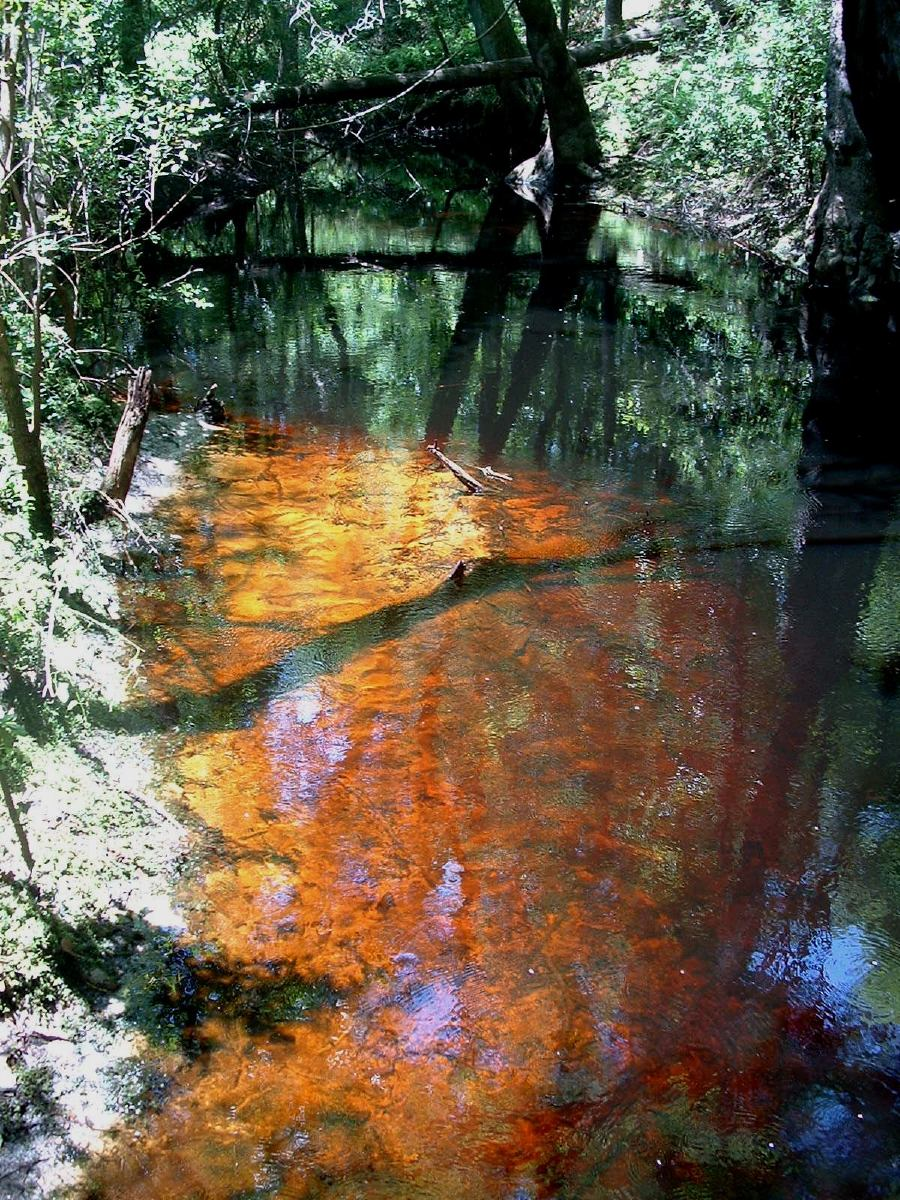

흑수하천(영어: blackwater river)은 화학조성, 퇴적물, 물색을 기준으로 분류한 하천의 범주들 중 하나다. 수로가 늪을 통과하는 하천이 주로 흑수하천이 된다. 늪의 초목이 썩어가면서 물 속으로 침출된 탄닌 때문에 물이 어두운 색으로 물들고 산성수가 된다. 어두운 색의 물이 흐르는 하천이 모두 흑수하천인 것은 아니다. 온대지방의 일부 강들은 단순히 바닥에 깔린 흙의 색깔 때문에 검은색을 띠기도 한다.
흑수하천은 백수하천에 비해 영양소가 적고, 이온농도가 빗물보다 높다. 이렇게 조건이 구분되기에 백수하천 및 청수하천과는 구분되는 동식물상이 나타난다. 아마존강의 지류들을 흑수・청수・백수로 나누는 분류학은 1853년 앨프리드 러셀 월리스가 처음 제안한 것인데, 물의 화학 조성에 기반하여 보다 엄밀하게 정의한 것은 1950년대-1980년대 하랄트 지올리의 업적이었다. 대부분의 아마존 지류들은 분명하게 흑수・청수・백수 중 하나의 범주에 속하지만, 일부 하천에서는 혼합된 특성이 나타나며, 계절 및 홍수에 따라 수질이 달라질 수 있다.

## 같이 보기
- 보그 (지형)